# ظاهر علي
ظاهر علي هو سائق سباق إندونيسي، ولد في 25 أغسطس 1987 في جاكرتا في إندونيسيا.

## وصلات خارجية
- ظهير علي على موقع DriverDB.com (الإنجليزية)